# Parc Gulliver

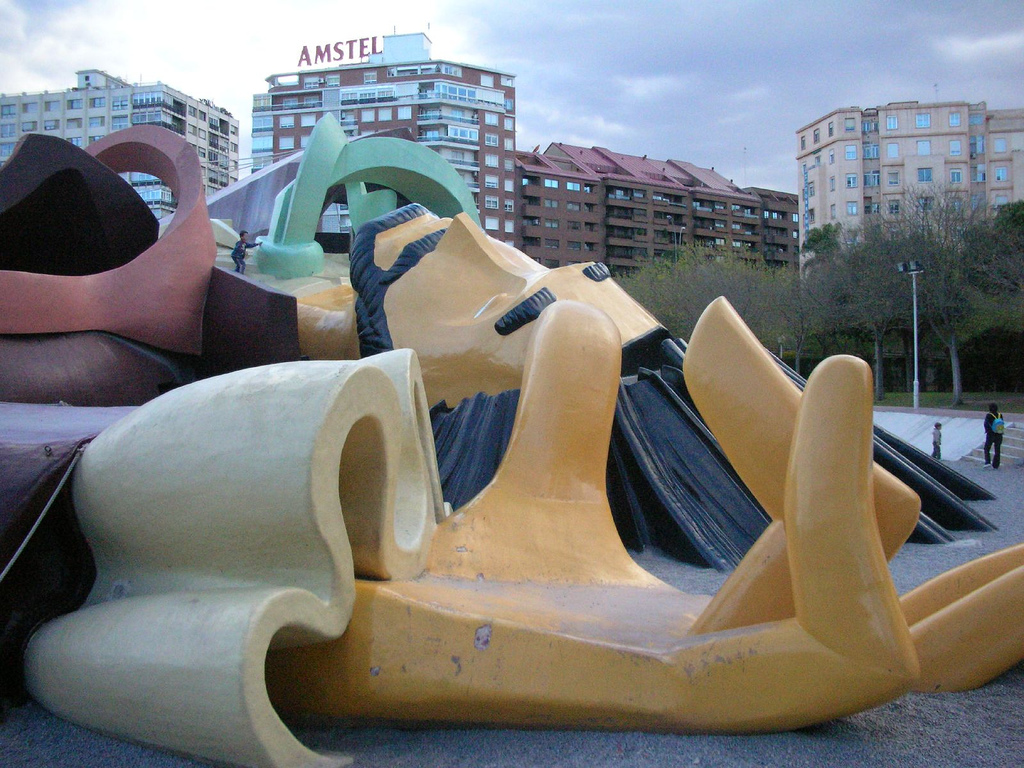
Detail.

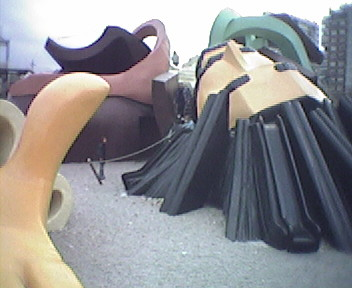
Detail.

Het Parc Gulliver (Valenciaans) of Parque Gulliver (Spaans) is een cirkelvormige speelplaats in de Spaanse stad Valencia. Het is gelegen aan het oostelijke eind van de Turia-tuinen, nabij het museumcomplex Ciutat de les Arts i les Ciències.
In het park ligt een 70 meter lang van glasvezelversterkte kunststof gemaakt beeld van Lemuel Gulliver, de hoofdfiguur uit het boek Gullivers reizen (1726) van de Engelse schrijver Jonathan Swift. Gulliver is uitgebeeld op het moment dat hij door de inwoners van Lilliput gevangen is genomen en op zijn rug ligt, met touwen aan de grond verankerd. Het beeld vormt een populaire speelplaats waarin trappen, ladders, klimtouwen en glijbanen zijn verwerkt. De op en in het object spelende kinderen (en volwassenen) doen door de omvang van het beeld denken aan de inwoners van Lilliput zelf.
Het beeld is geplaatst in 1990 en vervaardigd door de architect Rafael Rivera en de kunstenaar Manolo Martín, naar een ontwerp van Sento Llobell. Het park is gratis toegankelijk.